# Glossosoma taeniatum
Glossosoma taeniatum är en nattsländeart som beskrevs av Ross och Hwang 1953. Glossosoma taeniatum ingår i släktet Glossosoma och familjen stenhusnattsländor. Inga underarter finns listade i Catalogue of Life.